# Храм Геркулеса Мусагета
Храм Геркулеса Мусагета (лат. Aedes Herculis Musarum) ― ныне утраченное древнеримское культовое сооружение, посвящённое Геркулесу. 

## История
Храм был построен по инициативе консула Марка Фульвия Нобилиора, который в 189 году до н. э. завоевал и разграбил греческий город Амбракия. Храм, вероятно, был завершён после его триумфального шествия в Риме 187 году. до н. э. Фульвий посвятил храм Геркулесу и музам, после того как он узнал от греков, что Геркулес был мусагетем, предводителем муз. В храме содержалась копия Фасты, римского календаря, а также статуи девяти муз и другие художественные ценности, взятые из Амбракии. Храм Геркулеса Мусагета находился недалеко от цирка Фламиния на Марсовом поле ― месте, где многие храмы были построены победоносными римскими полководцами. Храм Геркулеса Мусагета стоял рядом с портиком Октавии, который был построен несколько лет спустя.
В 29 году до н. э. бывший консул Луций Марций Филипп восстановил храм и построил вокруг него портик.
Часть плана этажа храма и портика известна благодаря тому, что она была изображена на сохранившемся фрагменте Forma Urbis Romae, мраморного плана города начала III века н. э.

## Портик Филиппа
Портик Филиппа (Porticus Philippi) ― колоннада, которую Луций Марций Филипп построил вокруг святилища Геркулеса. Многие известные произведения искусства были выставлены в портике, там же находились парикмахерские. 